# 勐焕大金塔
24°25′35″N 98°35′46″E / 24.4265°N 98.596°E

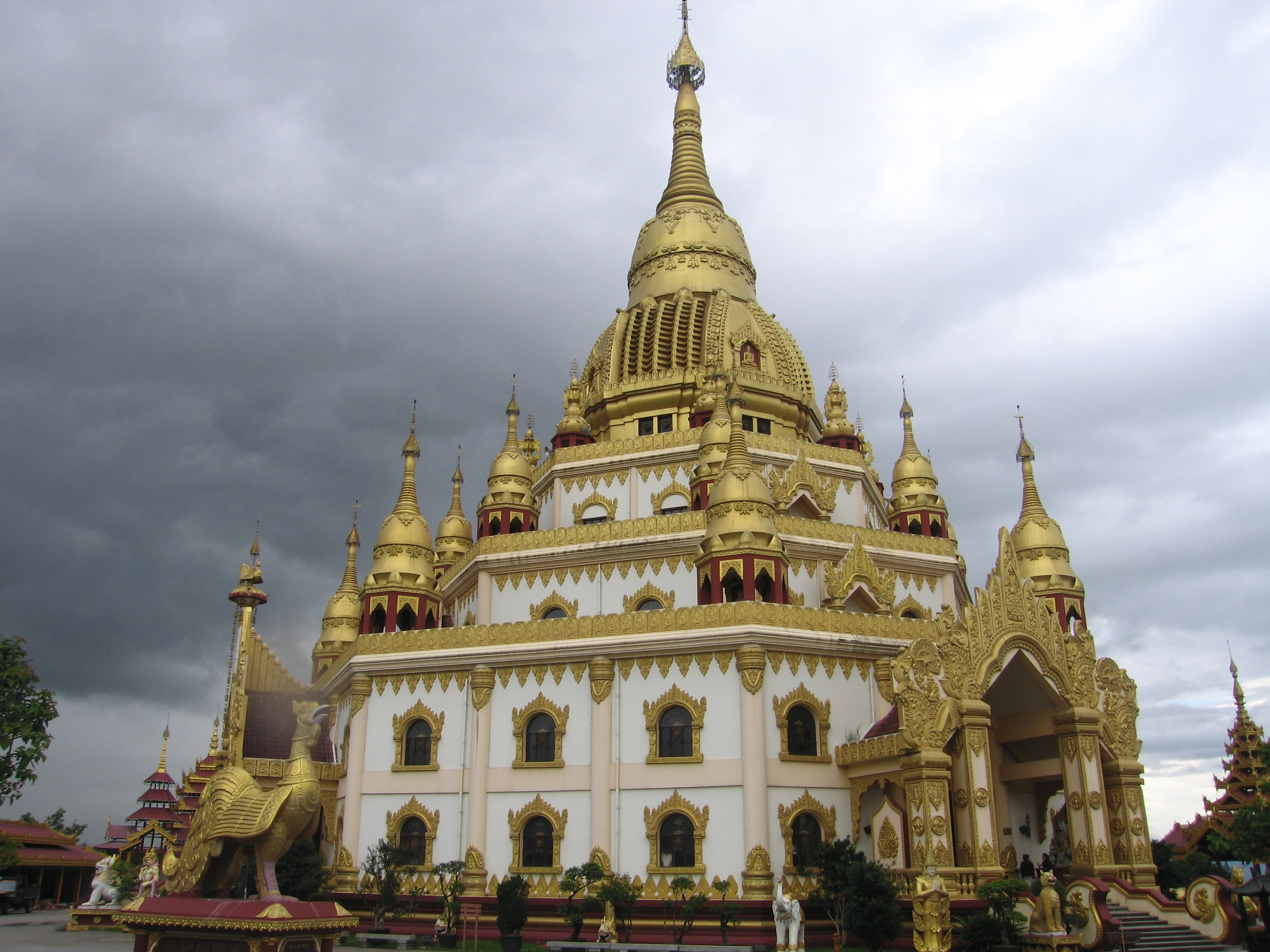
勐焕大金塔

勐焕大金塔，又称芒市金塔，是位于中华人民共和国云南省德宏傣族景颇族自治州芒市的一座佛塔，它也是中国的上座部佛教第一高塔。塔高73米，底宽50米:57。除了象征上座部佛教外，勐焕大金塔还象征汉传佛教与藏传佛教，供奉有释迦牟尼、观音、弥勒、药师佛、四大天王等佛教中不同派系的神灵。

## 沿革
勐焕大金塔原位于芒市城区，抗日战争时被毁。2003年，潞西市佛教协会倡议，由勐巴娜西珍奇园与各界捐资，将勐焕大金塔与1966年被毁的雷崖让山佛塔合建。2004年6月30日，在雷崖让山举行了重建开工的仪式。2006年5月12日，举行敬置舍利仪式。2007年5月1日，竣工并举行了加冕开光大典和菩提树安奉种植仪式。